# Жонатан Питройпа
Жонатан Питройпа (на френски: Jonathan Pitroipa) е футболист от Буркина Фасо, роден на 12 април 1986 г. в Уагадугу. Футболист на френския „Рен“.

## Клубна кариера
Питройпа започва да тренира футбол в школата на Планет шампион в родния си град. През 2004 г. подписва договор с Фрайбург, който по това време играе в Първа Бундеслига. Заради тежко заболяване изиграва едва четири мача. През следващия сезон става основна част от отбора, който вече е във Втора Бундеслига. През януари 2008 г. договаря личните си условия с Хамбургер, където преминава през лятото като свободен агент.

## Национален отбор
На 7 октомври 2006 г. Питройпа дебютира за Буркина Фасо срещу Сенегал.